# Åter i tjänst
Åter i tjänst (Sherston's progress) är en roman av Siegfried Sassoon som gavs ut i Storbritannien 1936 och i Sverige gavs ut i Sven Collbergs översättning av Norstedts förlag i deras Albatrosserie 1955.

## Handling
Denne tredje och avslutande del i Sassoons trilogi innehåller likt de föregående delarna många bisarra episoder men även en hel del mer humor, delvis eftersom huvudpersonen enbart under en dryg månad verkligen deltar i aktiv strid. Man får sålunda följa George Sherston under den senare delen av första världskriget, från sommaren 1917. Då berättelsen börjar har Sherston precis förts till Slateford krigssjukhus, officiellt p.g.a. granatchock men egentligen som ett sätt att rädda honom från krigsrätt sedan han i ett öppet brev protesterat mot kriget. Sålunda tillbringar Sherston en ganska behaglig tid på sjukhuset innan han, under viss inre vånda, ledsnar på overksamheten och beslutar sig för att återinträda i tjänst. Under tiden har hans förband i Frankrike dock flyttats över till Limerick dit Sherston anländer hösten 1917. Ett av bokens mer humoristiska kapitel skildrar den ganska behagliga tillvaron som där förs, särskilt som Sherston ser till att återuppta sitt gamla intresse för engelsk rävjakt. Tillsammans med den fryntlige godsägaren Blarnett och löjtnanten Kegworthy genomför Sherston ett antal rävjakter som stundtals urartar till rena fylleslag. Därefter förflyttas Sherston i februari 1918 till Frankrike för vidare tjänstgöring i Egypten. Denna del skildras i ren dagboksform och en ganska idyllisk tid i Palestina följer innan förbandet skeppas åter till Frankrike i juni 1918. Sherstons deltagande i kriget slutar ironiskt nog med att en kollega i juli tillfogar honom en skottskada i huvudet varvid han kommer att tillbringa perioden fram till freden på sjukhus.